# Villachiara
Villachiara (Elaciàra in dialetto bresciano) è un comune italiano di 1 354 abitanti della provincia di Brescia in Lombardia.

## Geografia fisica

### Territorio
Villachiara è poggiata su un terreno di origine fluvio-glaciale a cemento carbonatico (come l'intera Pianura Padana). La sua caratteristica principale è quella di essere facilmente carsificabile. Tale roccia è ricoperta dai sedimenti fluviali quaternari, ed è visibile lungo i principali corsi d'acqua che la solcano, costituendo dei conglomerati che, in Lombardia, sono conosciuti come "ceppi".

### Clima
Villachiara si trova ad oriente del bacino della Pianura Padana ed è caratterizzata da un clima temperato umido, con una sensibile escursione termica annua (l'estate può essere abbastanza calda e l'inverno, può essere abbastanza freddo).

## Origini del nome
Il nome, deriva dall'unione della parola latina "Villa" (che in epoca romana, indicava una piccola città) con la parola, anch'essa latina, "Clara". Quest'ultima parola, probabilmente, indica che la cittadina doveva essere stata edificata in un'area, quasi del tutto priva di alberi.

## Storia
Le origini di Villachiara, con ogni probabilità, risalgono attorno all'anno 1000, dunque, verso la fine dell'Alto Medioevo. All'inizio (prima dello sviluppo, avvenuto nei secoli successivi), il borgo era semplicemente una piccola comunità di pastori e agricoltori, dediti alla coltivazione delle piccole radure, ricavate dalla vicina foresta.
La prima testimonianza scritta su Villachiara, è presente in un documento ufficiale del 1193, poiché, anche nella vicina Orzinuovi, era presente una località dal nome identico. Tuttavia, la presenza del borgo fortificato di Orzinuovi, non sempre, garantiva pace e sicurezza alle comunità vicine.
Infatti, nell'estate del 1259, il condottiero Ezzelino III da Romano, alleato dell'imperatore Federico II di Svevia, furioso per non essere riuscito a espugnare Orzinuovi (intanto che, con il suo esercito, attraversava l'Oglio per dirigersi verso Monza e Trezzo), sfogò la propria rabbia e il proprio odio su tutte le principali comunità attorno a Orzinuovi, tra cui, la stessa Villachiara. Come narrò lo scrittore e religioso Domenico Codagli, «mise ogni cosa a fuoco e fiamma, e ne patirono molto le Ville d'Ovanengo, Rossa, Coniolo, Pudiano e Villa Chiara».
A partire dalla seconda metà del XIV secolo, a Villachiara divenne abbastanza nota e potente la nobile famiglia dei Martinengo (la quale, secondo una leggenda popolare, già intorno al 953, aveva ottenuto dall'imperatore Ottone I di Sassonia il possesso di una vasta area attorno alla riva sinistra dell'Oglio) che intorno al 1370 vi fece costruire l'omonimo castello.
Tra i vari membri dei Martinengo residenti a Villachiara, nel 1421, Bartolomeo I Martinengo ordinò, nel suo testamento, ai propri eredi di realizzare una chiesa che potesse essere al servizio dei fedeli del, sempre più popoloso, borgo (chiesa che verrà fatta edificare, diversi decenni dopo, dal nipote Vittore I Martinengo). Infatti, nel 1479, Papa Paolo II, con una bolla pontificia, consacrò la chiesa, che venne dedicata al culto di Chiara d'Assisi. Invece, il 29 settembre 1539, venne fatta consacrare la prima chiesa parrocchiale, dall'allora vescovo, Girolamo Vascherio. Questa nuova chiesa, conteneva al suo interno, affreschi realizzati da Antonio Campi e Lattanzio Gambara (gli stessi artisti, che avevano decorato il vicino castello).
Il XVII secolo, segnò la totale estinzione dei locali Martinengo e il loro posto venne preso da un'altra famiglia nobile, quella dei Bargnani che (per oltre settant'anni, fino al 1750) dominò sia il castello sia il borgo. Nonostante l'estinzione del ramo principale della famiglia, un piccolo ramo dei Martinengo, residente a Villagana, riuscì a sopravvivere e rivendicò a lungo il possesso di tutte le loro antiche proprietà, in base a un presunto e antico trattato che attestava ai Martinengo il possesso del castello e delle chiese.
Il dominio dei Bargnani si rivelò molto duro e infelice per Villachiara. In particolare, Bartolomeo Bargnani (con una nutrita banda di bravi, al suo seguito) tiranneggiò a lungo sulla popolazione villaclarense e trasformò il Castello Martinengo, in un semplice deposito di armi. Il castello stesso, divenne anche la sua base principale, in cui organizzava le azioni sui territori circostanti l'Oglio.
In seguito alla morte di Bartolomeo, avvenuta il 29 luglio 1743, l'allora parroco, don Giuseppe Boccelli, decise di indire dei sussidi a beneficio della popolazione, duramente provata dall'oppressione di Bartolomeo. A questi sussidi, presero parte anche gli eredi di Bartolomeo, che, a poco a poco, cedettero tutti i loro beni ai Martinengo di Villagana, più in particolare, al conte Giovanni Martinengo di Villagana, facendo quindi sì che i Martinengo di Villagana, tornassero in possesso delle loro proprietà.
Probabilmente per questo motivo, proprio per celebrare il fatto che i Martinengo di Villagana fossero finalmente tornati in possesso delle loro antiche proprietà (dopo quasi un secolo di rivendicazioni), il conte Giovanni diede l'inizio ai lavori per la costruzione di una nuova e più bella chiesa parrocchiale. La prima pietra di questa nuova chiesa venne solennemente poggiata il 6 maggio 1754, con la partecipazione di tutta la popolazione e del clero locali, e anche di quattro sacerdoti provenienti da Ovanengo e Gabbiano (l'attuale Borgo San Giacomo). Purtroppo, la realizzazione della nuova chiesa venne fatta interrompere, appena dopo la costruzione del presbiterio, a seguito della morte di Giovanni. Solo dopo oltre un secolo, la chiesa potette finalmente venire completata, grazie alle 40 000 lire lasciate nel suo testamento dalla devota contessa Caterina Martinengo di Villagana. Nel 25 ottobre 1868, la chiesa venne ufficialmente benedetta dal parroco don Artemio Gorzonio, inviato a Villachiara dal vescovo Girolamo Verzeri.
Con la progressiva secolarizzazione, iniziata con la rivoluzione francese (avvenuta nel XVIII secolo) e proseguita con i vari governi liberali, presenti dopo l'unificazione italiana (avvenuta nel XIX secolo), e venendo meno anche il secolare dominio dei Martinengo, Villachiara, agli inizi del XX secolo visse una costante fase di lotte bracciantili. Queste lotte, nel secondo dopoguerra, portarono a una sempre più crescente emancipazione dei ceti contadini, col conseguente dimezzamento della popolazione villaclarense.

### Simboli
(Descrizione araldica dello stemma)
(Descrizione araldica del gonfalone)
Lo stemma venne creato dai conti Martinengo-Palatino, che avevano unito al loro simbolo personale (l'aquila rossa), lo scudetto della famiglia Este, per simboleggiare il matrimonio di Bartolomeo III Martinengo (Conte di Villachiara e Villagana) con Ricciarda d'Este.
Nella parte inferiore dello stemma, venne aggiunto anche un castello d'argento (il castello di Villachiara), costituito da tre torri che simboleggiano i tre rami principali della famiglia Martinengo: Palatini, Villachiara e Villagana. Secondo il cavaliere Oreste Foffa, le finestre verdi del castello, simboleggiano la campagna ubertosa del centro.

## Monumenti e luoghi di interesse

### Architetture religiose
- Chiesa di Santa Chiara, XVIII secolo;
- Chiesa di San Vittore (Villagana);
- Chiesa Madonna del Rino (Villagana).

### Architetture civili
- Castello Martinengo, XIV secolo;
- Castello Medolago Albani Martinengo (Villagana), XVI secolo.

### Vie e Piazze
- Piazza Santa Chiara.

## Società

### Evoluzione demografica
Abitanti censiti

### Etnie e minoranze straniere
Secondo i dati ISTAT, al 1º gennaio 2021, la popolazione straniera, residente a Villachiara, ammonta a 116 persone, e costituisce circa l'8,5% della popolazione locale. Le nazionalità presenti, sono:
- India: 66 persone
- Pakistan: 5 persone
- Romania: 16 persone
- Moldavia: 9 persone
- Ucraina: 5 persone
- Slovenia: 2 persone
- Bosnia-Erzegovina: 2 persone
- Repubblica Ceca: 1 persona
- Egitto: 9 persone
- Marocco: 1 persona

### Lingue e dialetti
Nel comune di Villachiara, è relativamente diffuso il dialetto bresciano, un dialetto appartenente al dialetto lombardo orientale che, a sua volta, è una variante della lingua lombarda.
Il bresciano non ha un riconoscimento giuridico (legge nº 482 del 1999) e non è oggetto di tutela, da parte della Repubblica Italiana. Invece, la lingua lombarda è stata, ufficialmente, riconosciuta il 7 ottobre 1981, con la "Raccomandazione nº 928" del Consiglio d'Europa.

### Religione
La prima confessione religiosa a Villachiara è quella cattolica.

## Cultura

### Istruzione
Nel comune di Villachiara, sono presenti la scuola dell'infanzia "Dr. Luigi Mantova" (situata a Via Matteotti, 6) e una scuola primaria (situata a Via Matteotti, 4).

### Eventi
Da sempre, Villachiara è sede di diversi eventi culturali. Ogni anno, viene celebrata la sagra "Villachiara in fermento", in cui vengono promossi i prodotti locali.
Villachiara è anche uno dei comuni, in cui viene svolto il convegno "Filosofi lungo l'Oglio". Un convegno a tema filosofico, dove vengono trattati temi di attualità, con la partecipazione di illustri studiosi e accademici.

## Geografia antropica

### Suddivisioni amministrative
Secondo l'ISTAT, il territorio comunale comprende: il centro abitato di Villachiara, le frazioni di Bompensiero, Villabuona e Villagana, e le località di Case sparse e Martinenghe.

#### Frazioni

##### Bompensiero
Bompensiero, 78 abitanti, è la prima frazione di Villachiara e dista 2,29 km dal territorio comunale. Degno di nota è il popolare falò che viene celebrato durante il periodo invernale, in onore di San Vincenzo martire (il patrono locale di Bompensiero).

##### Villabuona
Villabuona, 104 abitanti, è la seconda frazione di Villachiara (nonché, la più popolosa) e dista 0,97 km dal territorio comunale.

##### Villagana
Villagana, 34 abitanti, è la terza e ultima frazione di Villachiara (e anche, la meno popolosa) e dista 1,73 km dal territorio comunale. Luoghi degni di interesse sono: il castello appartenente a Medolago Albani Martinengo, la chiesa consacrata a San Vittore e la Chiesa Madonna del Rino.
Secondo la tradizione popolare, a Villagana è presente luogo chiamato "Costa dè Bal" dove, nel Medioevo, venivano compiuti sacrifici pagani, per rendere fertili i campi.
Un'altra tradizione popolare, afferma che a Villagana, fosse possibile vedere anche alcune fanciulle (indossanti veli bianchi) danzare fra gli alberi, e si diceva che chi avesse avuto la sfortuna di vederle, sarebbe stato colpito dalla cecità. La credenza acquisì ancora più fama quando due ragazzi, pensando di aver visto queste ragazze, cercarono di correre in paese per raccontarlo ma scomparvero nel nulla. Secondo alcuni, i due sfortunati ragazzi vennero rinchiusi in una torre priva di aperture, posta nel castello locale.

#### Località

##### Martinenghe
Martinenghe, 20 abitanti, è la seconda e ultima località di Villachiara, da cui dista 2,70 km.

## Amministrazione
| Periodo           | Periodo           | Primo cittadino                         | Partito                 | Carica           | Note   |
| ----------------- | ----------------- | --------------------------------------- | ----------------------- | ---------------- | ------ |
| 7 marzo 1860      | 7 ottobre 1867    | Giovanni Martinengo di Villagana        |                         | Sindaco          |        |
| 7 ottobre 1867    | 17 aprile 1894    | Angelo Martinengo di Villagana          |                         | Sindaco          |        |
| 17 aprile 1894    | 15 febbraio 1912  | Luigi Martinengo di Villagana           |                         | Sindaco          |        |
| 15 febbraio 1912  | 28 ottobre 1920   | Angelo Medolago Martinengo di Villagana |                         | Sindaco          |        |
| 28 ottobre 1920   | 6 maggio 1926     | Angelo Provezza                         |                         | Sindaco          |        |
| 6 maggio 1926     | 27 giugno 1935    | Angelo Provezza                         |                         | Podestà          |        |
| 27 giugno 1935    | 29 settembre 1944 | Ezzelino Stanghellini                   |                         | Podestà          |        |
| 29 settembre 1944 | 25 maggio 1945    | Leonardo Provezza                       |                         | Comm. pref.      |        |
| 30 giugno 1945    | 15 maggio 1946    | Angelo Zani                             |                         | Sindaco          |        |
| 15 maggio 1946    | 1 agosto 1946     | Giuseppe Lechi                          |                         | Sindaco          |        |
| 1 agosto 1946     | 19 luglio 1950    | Alessandro Magli                        |                         | Sindaco          |        |
| 19 luglio 1950    | 2 giugno 1951     | Publio Petroccia                        |                         | Comm. pref.      |        |
| 2 giugno 1951     | 27 agosto 1957    | Alessandro Magli                        |                         | Sindaco          |        |
| 27 agosto 1957    | 14 luglio 1958    | Giovanni Simonini                       |                         | Sindaco          |        |
| 14 luglio 1958    | 16 febbraio 1959  | Vincenzo Chiodi                         |                         | Facente funzioni |        |
| 16 febbraio 1959  | 20 novembre 1960  | Salvatore Palmieri                      |                         | Comm. pref.      |        |
| 20 novembre 1960  | 17 giugno 1965    | Lorenzo Sbaraini                        |                         | Sindaco          |        |
| 3 luglio 1965     | 27 giugno 1975    | Antonio Bonfiglio                       |                         | Sindaco          |        |
| 27 giugno 1975    | 24 maggio 1985    | Attilio Bulla                           |                         | Sindaco          |        |
| 24 maggio 1985    | 14 giugno 2004    | Arcangelo Riccardi                      | PCI/PDS                 | Sindaco          | [ 10 ] |
| 14 giugno 2004    | 8 giugno 2009     | Elvio Bertoletti                        | Lista civica            | Sindaco          | [ 11 ] |
| 8 giugno 2009     | 26 maggio 2014    | Elvio Bertoletti                        |                         | Sindaco          |        |
| 26 maggio 2014    | 27 maggio 2019    | Arcangelo Riccardi                      | Insieme per Villachiara | Sindaco          |        |
| 27 maggio 2019    | 10 giugno 2024    | Maria Laura Bonfiglio                   | Insieme per Villachiara | Sindaco          |        |
| 10 giugno 2024    | in carica         | Maria Laura Bonfiglio                   | Insieme per Villachiara | Sindaco          |        |

## Sport

### Principali società sportive
A Villachiara, sono presenti due squadre di calcio locali (una maschile e una femminile), entrambe con lo stesso nome: la "A.S. Villaclarense". La squadra maschile (durante la stagione 2020-21), ha militato in Terza Categoria, nel Girone B.
Invece, la squadra femminile (durante la stagione 2020-21), ha militato in Serie D, nel Girone A.